# Ronde van Vlaanderen 2008/Startlijst
Onderstaand het deelnemersveld van de 92e Ronde van Vlaanderen verreden op 6 april 2008. Belgisch kampioen Stijn Devolder (Quick-Step–Innergetic) kwam in Meerbeke als winnaar over de streep. De vijfentwintig deelnemende ploegen konden acht renners selecteren. De Italiaan Alessandro Ballan (Lampre) droeg nummer één als titelverdediger.

## Ploegen
| K = Kopman | DNF = Niet uitgereden | Vb. = Nationale kampioen op de weg 2007 |

### Lampre
1.  Alessandro Ballan K

2.  Fabio Baldato

3.  Marco Bandiera

4.  Paolo Fornaciari

5.  Massimiliano Mori DNF

6.  Christian Murro DNF

7.  Danilo Napolitano DNF

8.  Simon Špilak

### Quick-Step–Innergetic
11.  Tom Boonen K

12.  Wilfried Cretskens

13.  Steven de Jongh DNF

14.  Stijn Devolder  

15.  Carlos Barredo

16.  Maarten Wynants

17.  Gert Steegmans

18.  Matteo Tosatto

### Silence–Lotto
21.  Johan Vansummeren DNF

22.  Gorik Gardeyn DNF

23.  Wim De Vocht

24.  Roy Sentjens

25.  Maarten Tjallingii

26.  Greg Van Avermaet

27.  Leif Hoste K

28.  Wim Vansevenant

### Rabobank
31.  Óscar Freire

32.  Jan Boven DNF

33.  Rick Flens DNF

34.  Juan Antonio Flecha K 

35.  Pedro Horrillo

36.  Sebastian Langeveld

37.  Joost Posthuma

38.  Bram Tankink

### AG2r–La Mondiale
41.  Renaud Dion DNF

42.  Martin Elmiger

43.  Joeri Krivtsov DNF

44.  Laurent Mangel DNF

45.  Lloyd Mondory DNF

46.  Stéphane Poulhiès DNF

47.  Cédric Pineau DNF

48.  Stijn Vandenbergh

### Bouygues Telecom
51.  Thomas Voeckler DNF

52.  Yohann Gène DNF

53.  Anthony Geslin DNF

54.  Vincent Jérôme DNF

55.  Arnaud Labbe

56.  Erki Pütsep  DNF

57.  Alexandre Pichot

58.  Franck Renier DNF

### Cofidis–Le Crédit par Téléphone
61.  Sylvain Chavanel K

62.  Kevin De Weert

63.  Frank Høj

64.  Sébastien Minard

65.  Nick Nuyens 

66.  Staf Scheirlinckx

67.  Tristan Valentin DNF

68.  Rik Verbrugghe

### Crédit Agricole
71.  László Bodrogi

72.  Yannick Talabardon DNF

73.  Jimmy Engoulvent DNF

74.  Sébastien Hinault DNF

75.  Jeremy Hunt DNF

76.  Thor Hushovd K

77.  Gabriel Rasch DNF

78.  Mark Renshaw DNF

### La Française des Jeux
81.  Philippe Gilbert K

82.  Mickaël Delage

83.  Frédéric Guesdon

84.  Mathieu Ladagnous

85.  Gianni Meersman DNF

86.  Christophe Mengin

87.  Yoann Offredo

88.  Timothy Gudsell DNF

### Astana
91.  Koen de Kort DNF

92.  Vladimir Goesev DNF

93.  Sergej Ivanov

94.  Aaron Kemps DNF

95.  Dmitri Moeravjov

96.  Grégory Rast

97.  René Haselbacher

98.  Tomas Vaitkus DNF

### Caisse d'Epargne
101.  Arnaud Coyot DNF

102.  Mathieu Drujon

103.  Imanol Erviti

104.  José Vicente García Acosta

105.  José Iván Gutiérrez DNF

106.  Fabien Patanchon DNF

107.  Luis Pasamontes DNF

108.  José Joaquín Rojas DNF

### Euskaltel-Euskadi
111.  Josu Agirre DNF

112.  Beñat Albizuri DNF

113.  Lander Aperribay DNF

114.  Javier Aramendia DNF

115.  Koldo Fernández DNF

116.  Markel Irizar

117.  Juanjo Oroz

118.  Alan Pérez DNF

### Gerolsteiner
121.  Thomas Fothen DNF

122.  Heinrich Haussler

123.  Sven Krauss

124.  Sebastian Lang DNF

125.  Stephan Schreck DNF

126.  Oscar Gatto DNF

127.  Carlo Westphal DNF

128.  Peter Wrolich

### Liquigas
131.  Claudio Corioni DNF

132.  Mauro Da Dalto DNF

133.  Murilo Fischer

134.  Enrico Franzoi

135.  Aljaksandr Koetsjynski

136.  Filippo Pozzato K

137.  Manuel Quinziato

138.  Frederik Willems

### Saunier Duval–Scott
141.  Raúl Alarcón DNF

142.  Raivis Belohvoščiks DNF

143.  Luciano Pagliarini

144.  Aurélien Passeron DNF

145.  Ermanno Capelli

146.  Jesús del Nero

147.  Denis Flahaut

148.  Ángel Gómez DNF

### Team CSC
151.  Kurt-Asle Arvesen

152.  Lars Ytting Bak DNF

153.  Matti Breschel

154.  Fabian Cancellara K

155.  Allan Johansen

156.  Karsten Kroon

157.  Marcus Ljungqvist

158.  Stuart O'Grady DNF

### Team Highroad
161.  Bernhard Eisel

162.  André Greipel DNF

163.  Roger Hammond

164.  George Hincapie K

165.  Bert Grabsch

166.  Andreas Klier

167.  Vicente Reynes

168.  Marcel Sieberg

### Team Milram
171.  Markus Eichler DNF

172.  Ralf Grabsch

173.  Christian Knees

174.  Christian Kux DNF

175.  Fabio Sabatini

176.  Niki Terpstra

177.  Martin Velits

178.  Erik Zabel K

### Landbouwkrediet–Tönissteiner
181.  Ian Stannard K

182.  David Boucher DNF

183.  Steven Kleynen DNF

184.  Bert De Waele

185.  Jan Kuyckx

186.  Filip Meirhaeghe DNF

187.  Kevin Neirynck DNF

188.  Tom Steels

### Topsport Vlaanderen
191.  Koen Barbé

192.  Johan Coenen DNF

193.  Kurt Hovelynck

194.  Niko Eeckhout DNF

195.  Sven Renders DNF

196.  Preben Van Hecke

197.  Bart Vanheule DNF

198.  Frederik Veuchelen DNF

### Mitsubishi–Jartazi
201.  Allan Davis

202.  Gennadi Michajlov

203.  Geert Omloop DNF

204.  Janek Tombak

205.  Sven Nevens DNF

206.  Jens Mouris DNF

207.  James Vanlandschoot DNF

208.  Geert Verheyen

### Barloworld
211.  Marco Corti DNF

212.  Patrick Calcagni

213.  Baden Cooke K

214.  Enrico Gasparotto DNF

215.  Robert Hunter DNF

216.  Daryl Impey DNF

217.  Paolo Longo Borghini

218.  Carlo Scognamiglio DNF

### Cycle–Collstrop
221.  Bas Giling

222.  Michał Gołaś

223.  David Kopp

224.  Sergej Lagoetin DNF

225.  Marco Marcato

226.  Matthé Pronk DNF

227.  Mirko Selvaggi

228.  Steffen Wesemann

### Skil–Shimano
231.  Fumiyuki Beppu DNF

232.  Roy Curvers DNF

233.  Maarten den Bakker

234.  Floris Goesinnen

235.  Piet Rooijakkers DNF

236.  Kenny van Hummel DNF

237.  Tom Veelers DNF

238.  Robert Wagner DNF

### Slipstream–Chipotle
241.  Magnus Bäckstedt K

242.  Ryder Hesjedal

243.  Huub Duijn DNF

244.  Tyler Farrar

245.  Michael Friedman DNF

246.  William Frischkorn DNF

247.  Martijn Maaskant

248.  Danny Pate DNF

## Afbeeldingen

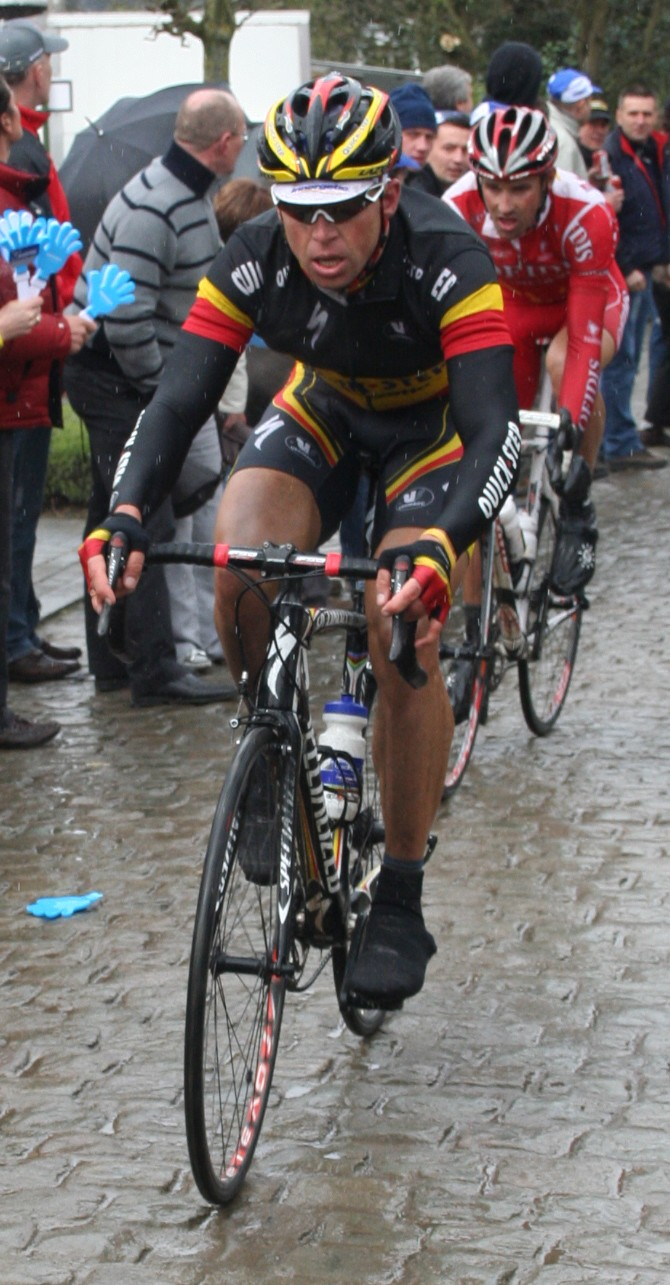
Stijn Devolder
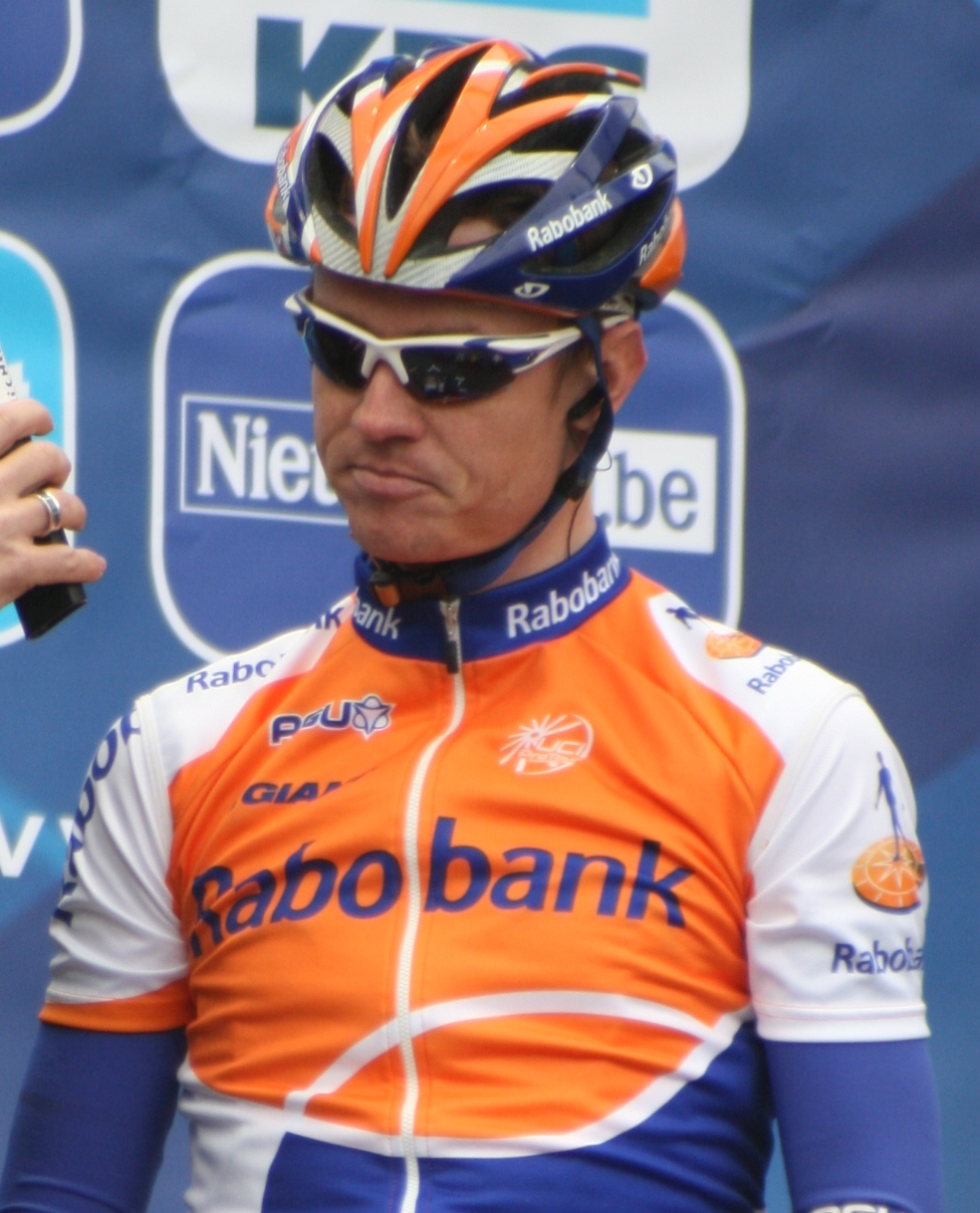
Nick Nuyens
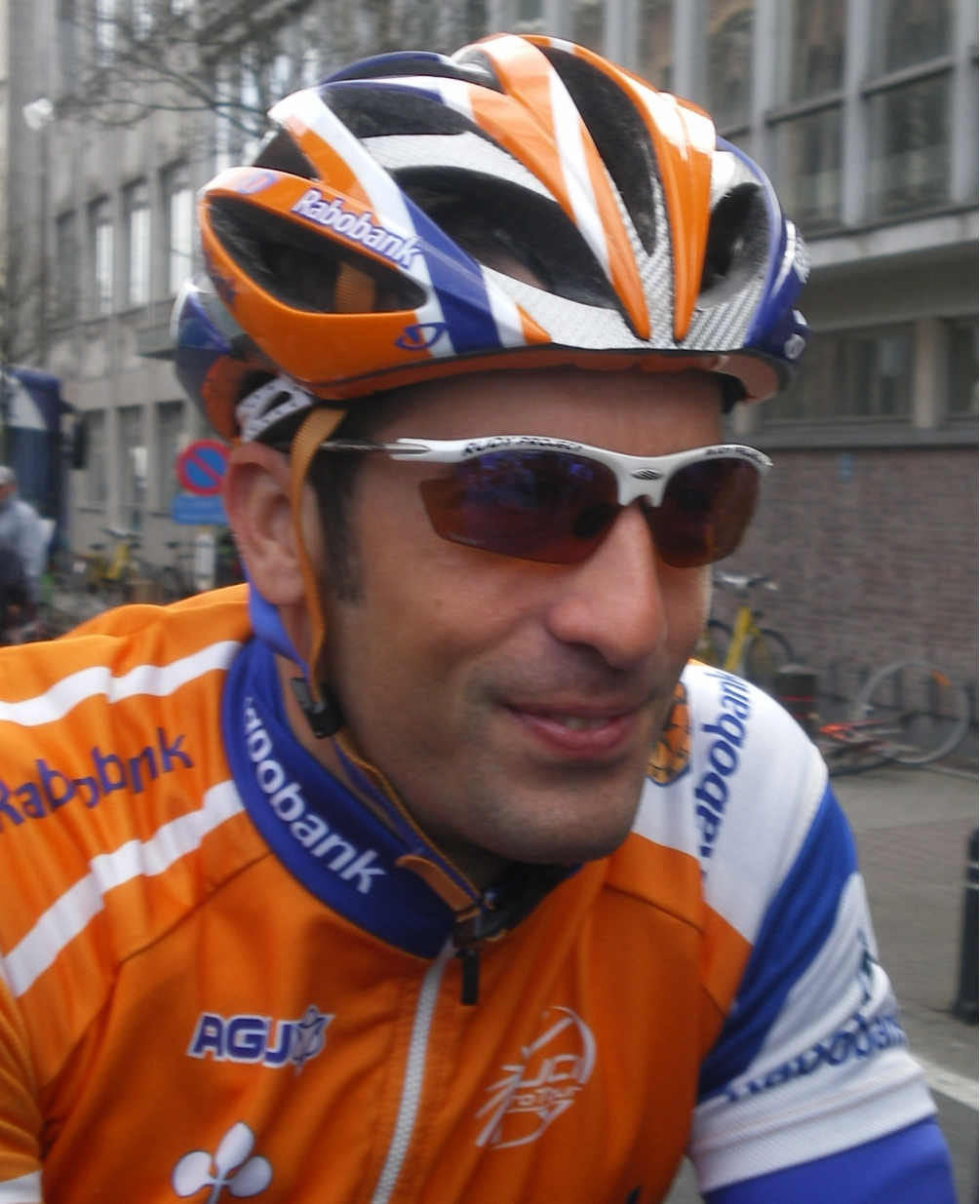
Juan Antonio Flecha
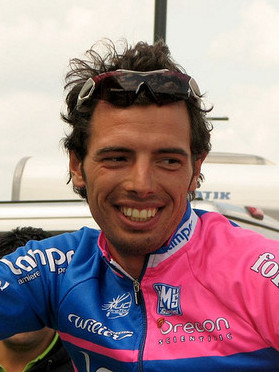
Alessandro Ballan
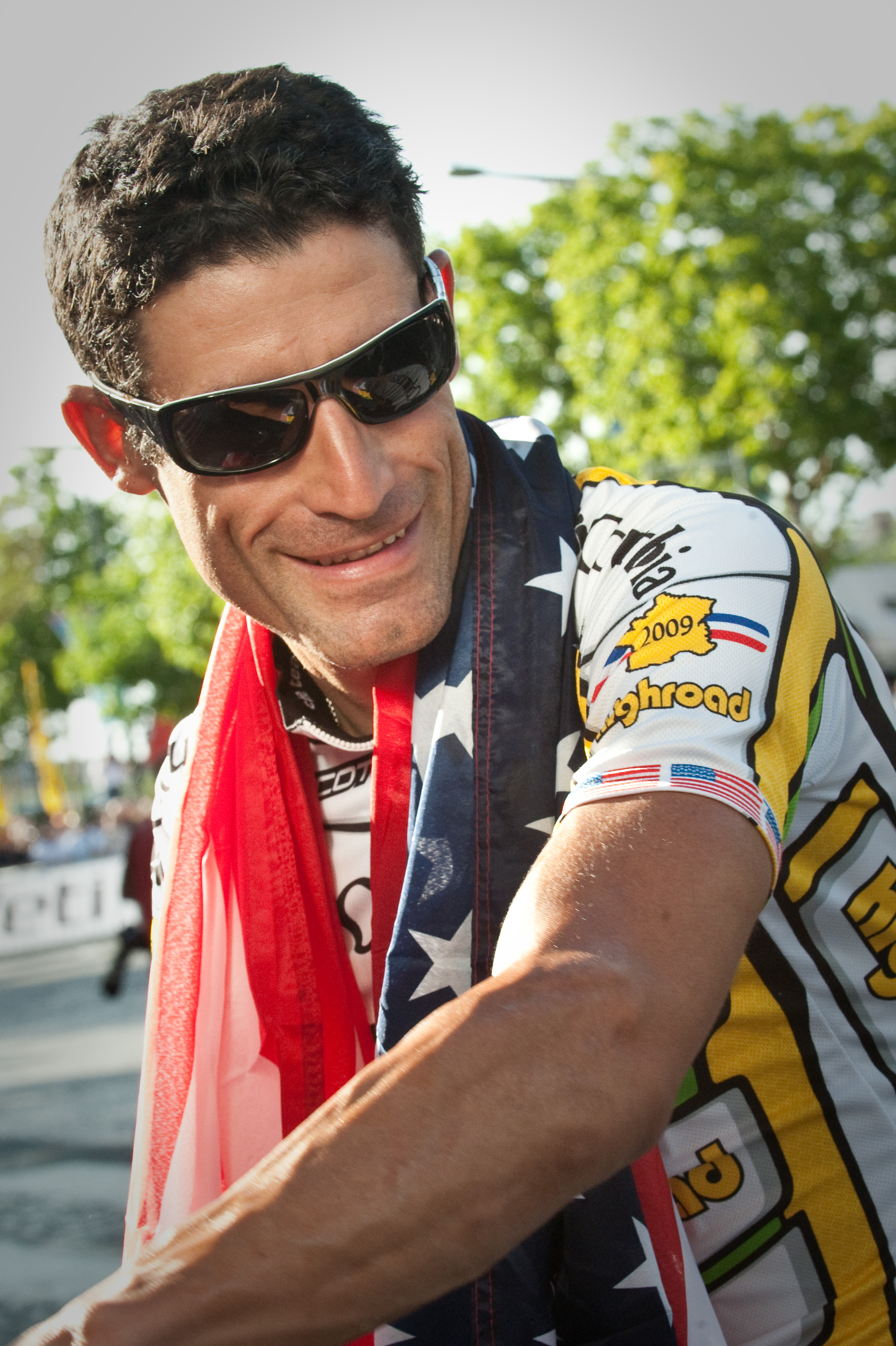
George Hincapie
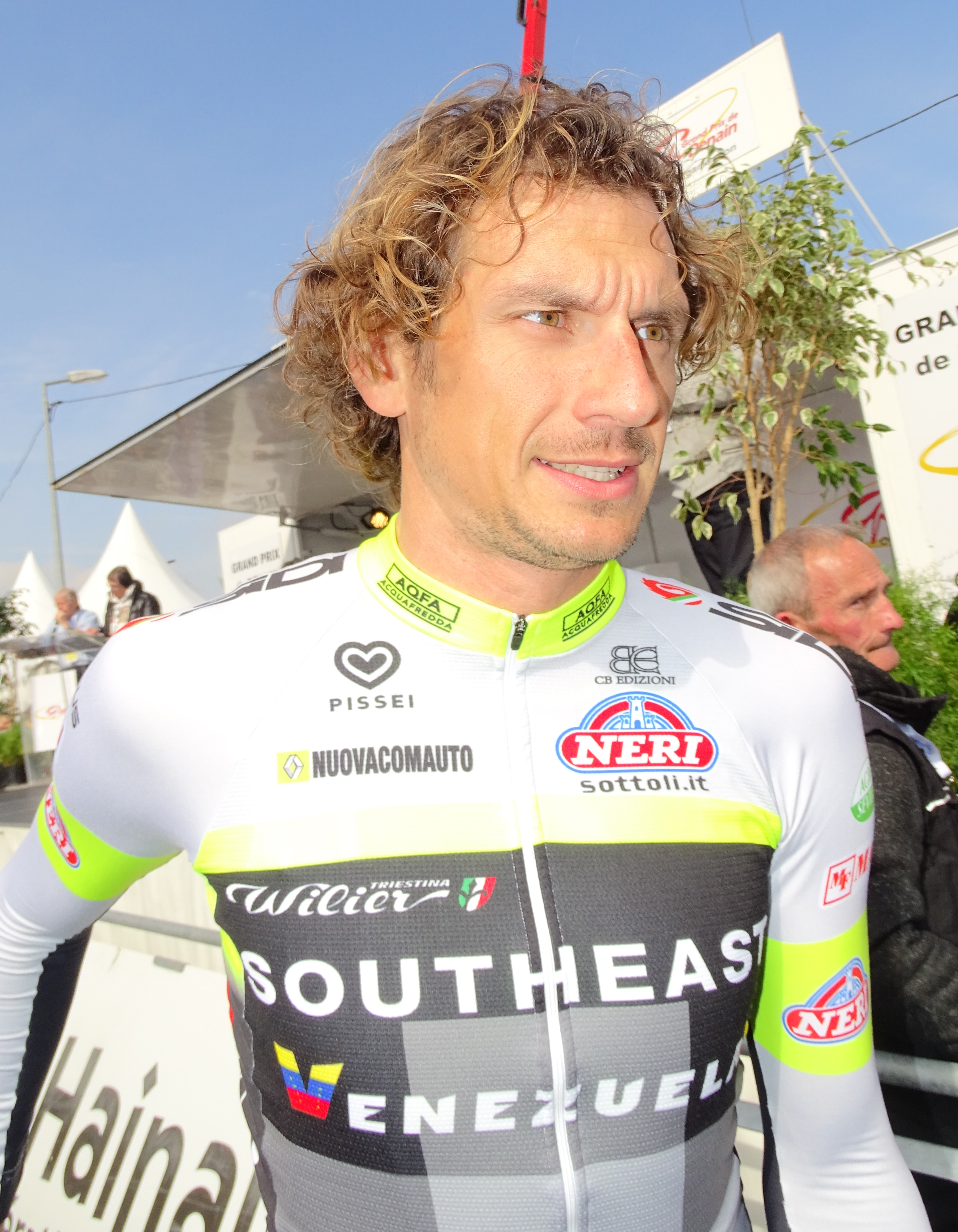
Filippo Pozzato
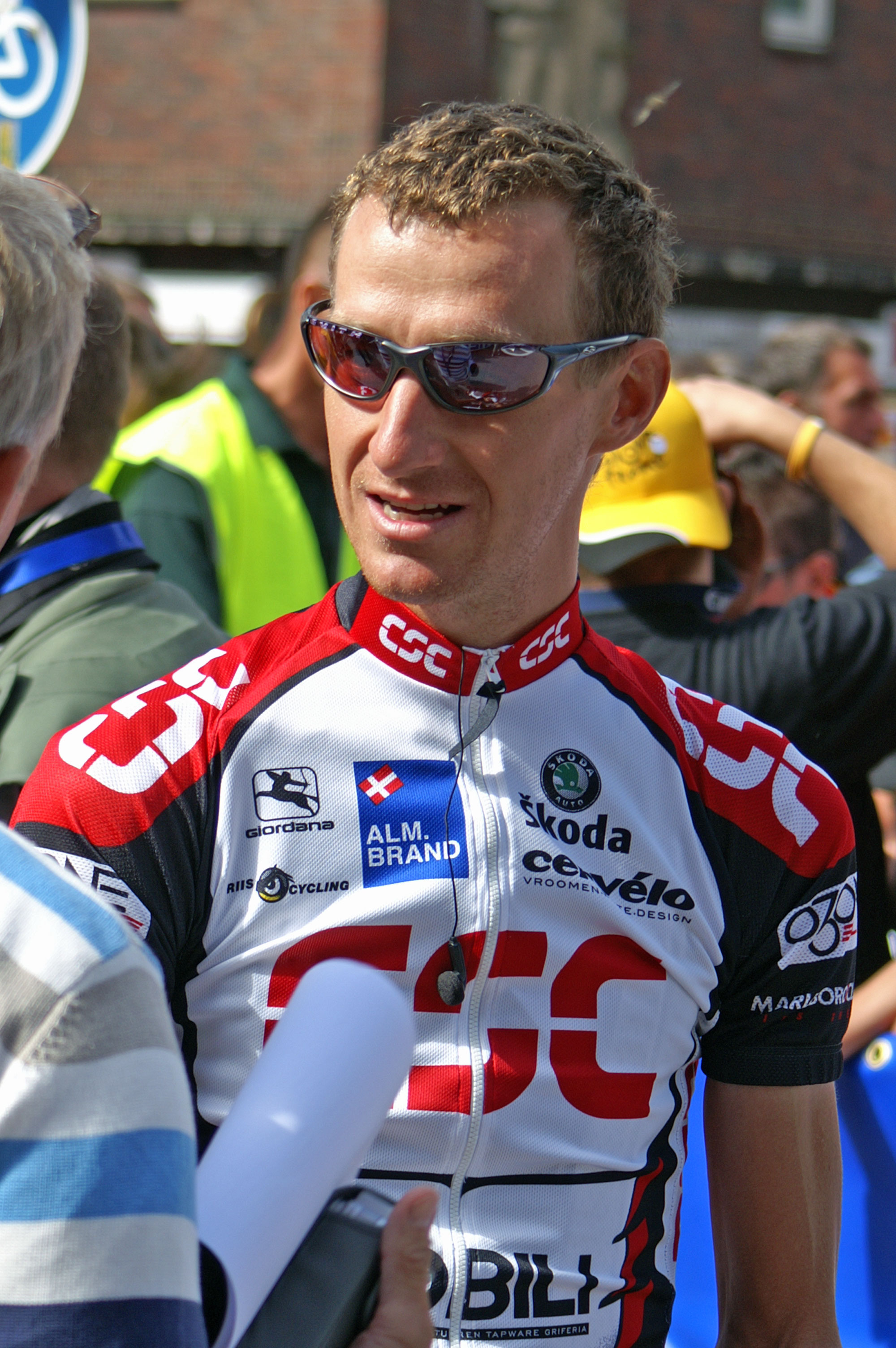
Kurt-Asle Arvesen
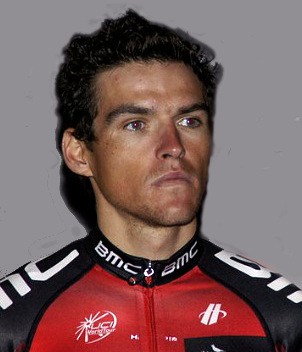
Greg Van Avermaet
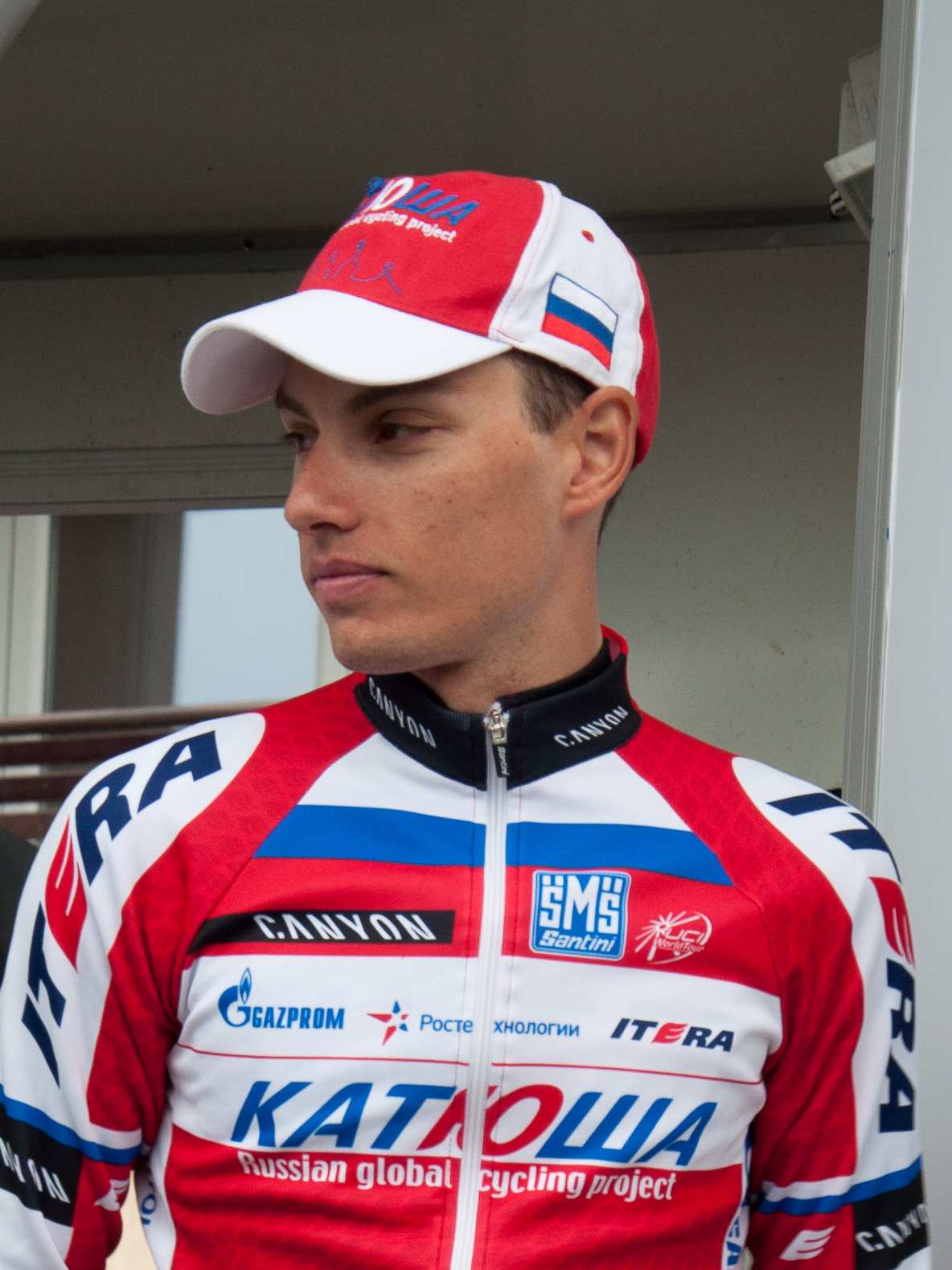
Simon Špilak
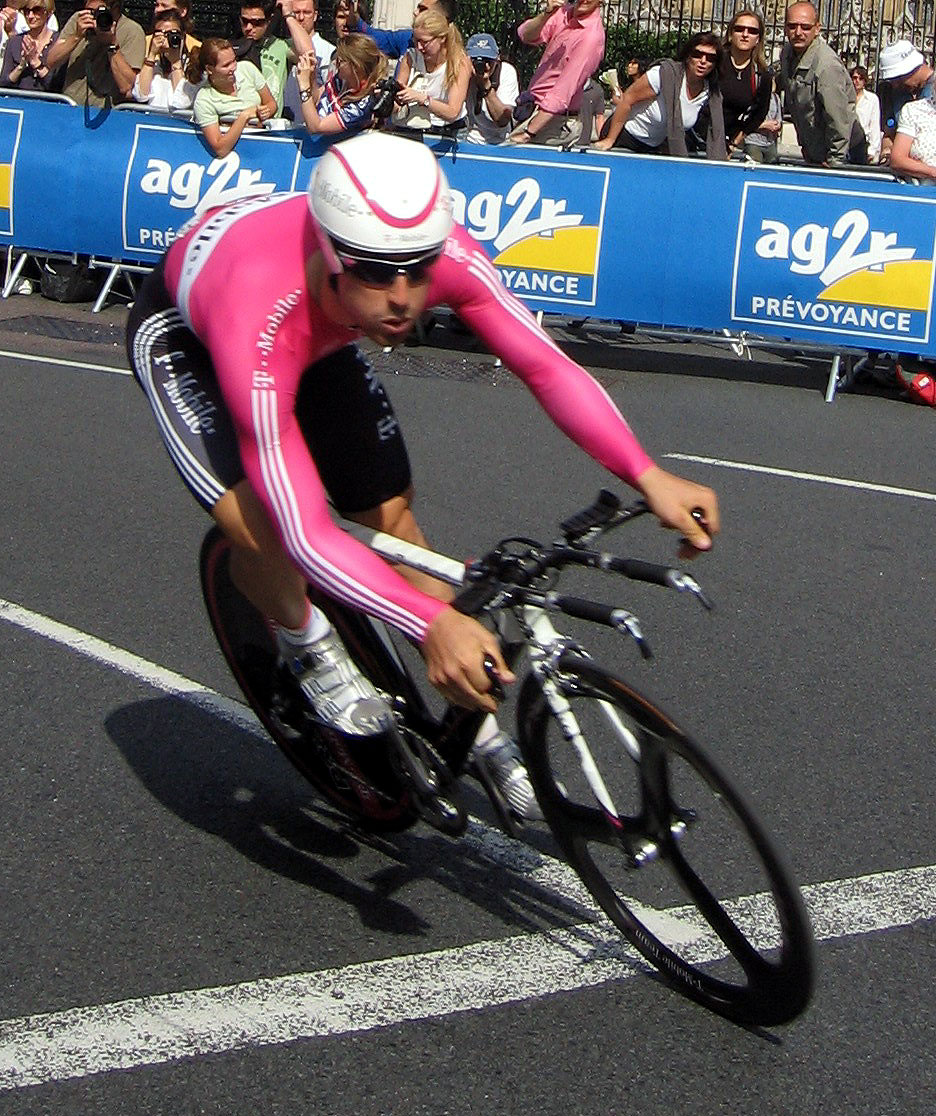
Bernhard Eisel

1913 · 
1914 · 
1915 · 
1916 · 
1917 · 
1918 · 
1919 · 
1920 · 
1921 · 
1922 · 
1923 · 
1924 · 
1925 · 
1926 · 
1927 · 
1928 · 
1929 · 
1930 · 
1931 · 
1932 · 
1933 · 
1934 · 
1935 · 
1936 · 
1937 · 
1938 · 
1939 · 
1940 · 
1941 · 
1942 · 
1943 · 
1944 · 
1945 · 
1946 · 
1947 · 
1948 · 
1949 · 
1950 · 
1951 · 
1952 · 
1953 · 
1954 · 
1955 · 
1956 · 
1957 · 
1958 · 
1959 · 
1960 · 
1961 · 
1962 · 
1963 · 
1964 · 
1965 · 
1966 · 
1967 · 
1968 · 
1969 · 
1970 · 
1971 · 
1972 · 
1973 · 
1974 · 
1975 · 
1976 · 
1977 · 
1978 · 
1979 · 
1980 · 
1981 · 
1982 · 
1983 · 
1984 · 
1985 · 
1986 · 
1987 · 
1988 · 
1989 · 
1990 · 
1991 · 
1992 · 
1993 · 
1994 · 
1995 · 
1996 · 
1997 · 
1998 · 
1999 · 
2000 · 
2001 · 
2002 · 
2003 · 
2004 · 
2005 · 
2006 · 
2007 · 
2008 · 
2009 · 
2010 · 
2011 · 
2012 · 
2013 · 
2014 · 
2015 · 
2016 · 
2017 · 
2018 · 
2019 · 
2020 · 
2021 · 
2022 · 
2023 · 
2024
Lijst van beklimmingen